# Bereményi Géza
Bereményi Géza Sándor (született Vetró, Budapest, 1946. január 25. –) a Nemzet Művésze címmel kitüntetett, Kossuth-, József Attila- és Balázs Béla-díjas magyar író, dalszöveg- és forgatókönyvíró, filmrendező, a zalaegerszegi Hevesi Sándor Színház örökös tagja.

## Élete
Vetró Géza néven született (ősapja, Giovanni Vetro talján építőmester a 18. század elején itt telepedett le), édesapja, id. Vetró Géza a romániai katonai behívó elől szökött meg Erdélyből Magyarországra, majd fia születését követően a SAS-behívó elől szökött tovább. Édesanyja Bereményi Éva Mária. Hatéves koráig anyai nagyszülei, Bereményi Sándor és Róza nevelték a Teleki tér 9-ben. Ekkor édesanyja újból férjhez ment egy erdélyi szász sebészhez, dr. Rózner Istvánhoz, aki a nevelőapja lett. Ekkor Róznerre változott vezetékneve, 24 éves korától újra nevet változtatott: anyai nagyapja után Bereményi a neve, ugyanis a Magvető Könyvkiadónál javasoltak magyar nevet a publikációihoz.
Gimnáziumi tanulmányainak első évét az 1960–61-es tanévben a budapesti ELTE Apáczai Csere János Gyakorló Iskolájában végezte el. Ezután a Vörösmarty Gimnázium tanulója volt, ahonnét kicsapták egy fegyelmi ügy miatt. Az érettségi vizsgát 1964-ben a pápai Türr István Gimnázium és Kollégiumban tette le. Ezt követően sorkatonai szolgálatot teljesített. 1970-ben az  ELTE Bölcsészettudományi Kar olasz–magyar szakán végzett. 
1971-ig a Művelt Nép Könyvterjesztő Vállalat reklámpropagandistája, majd a Pannónia Filmstúdióban szinkrondramaturg. 1978-tól szellemi szabadfoglalkozású. 1995-ben a szolnoki Szigligeti Színházban rendezett Schwajda Györggyel. 1997–2006 között a zalaegerszegi Hevesi Sándor Színházban művészeti vezető, 2006-ban a színház örökös tagjává választotta. 1970-től Cseh Tamás állandó alkotótársa volt. 2012–2017 között a fővárosi Thália Színház főigazgatója, 2017-től tanácsadója. A Magyar Művészeti Akadémia tagja.
Négy házasságából három gyermeke született, nevelt lánya Pásztor Anna.

## Kötetei
- A svéd király; Magvető, Bp., 1970
- Kutyák (1975)
- Poremba (1976)

Az 1983-as Körkép antológiában megjelent portréja (Csigó László felvétele)

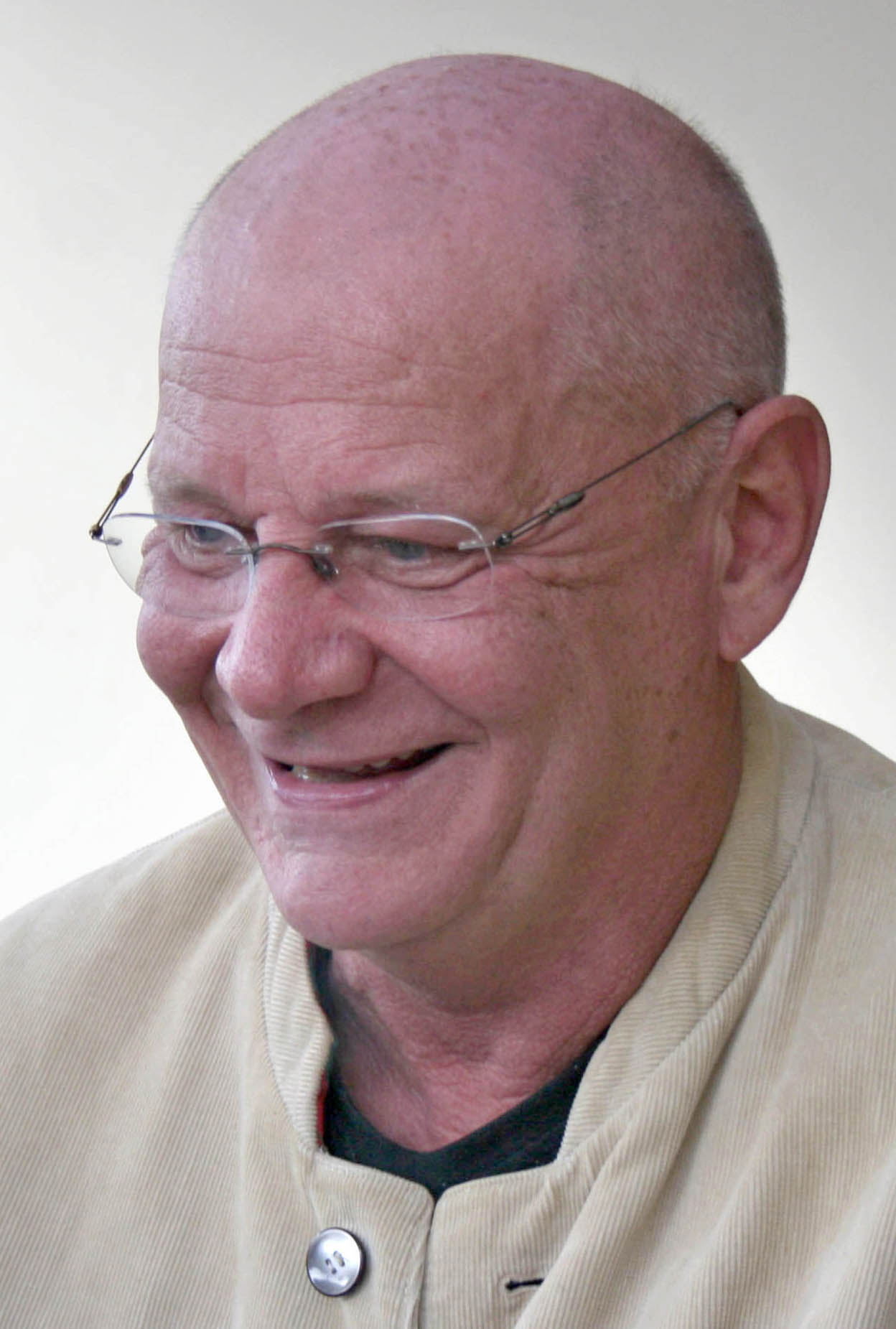
2010-ben

- Legendárium (regény); Magvető, Bp., 1978, ISBN 9632706757, ISBN 963271475X, ISBN 9633466350
- Légköbméter (1979)
- Halmi vagy a tékozló fiú (tragédia három felvonásban, Színház Alapítvány, Bp., 1979)
- Trilógia (színművek: Kutyák, Légköbméter, Halmi vagy a tékozló fiú), Magvető, Bp., 1982, ISBN 9632717031
- Eldorádó; Magyar Filmintézet, Bp., 1988 (Filmforgatókönyv), ISBN 9637147020
- Kelet-nyugati pályaudvar. Három időjárásjelentés, ahogyan azt Cseh Tamás előadta az 1979., 1982. és 1992-es években; T-Twins, Bp., 1993, ISBN 9637977287
- A feltűrt gallér. Válogatott novellák; Seneca, Bp., 1994 (Thesaurus), ISBN 9637666141
- Mester Ildikó: Bereményi Géza életmű-interjú; Seneca, Bp., 1996 ISBN 9638038233
- A telihold dalai; fotó Novák Emil; Kulturtrade, Bp., 1997
- Az arany ára. Piaci játék három felvonásban (Neoprológus, Bp., 1998)
- Shakespeare királynője. Történelmi játék; Pufi Pressz, Bp., 2001 (Abakusz könyvek), ISBN 963008192X, kritika
- Azt meséld el, Pista. Örkény István az életéről; összeáll. Bereményi Géza, Mácsai Pál; Palatinus, Bp., 2002, ISBN 9639380601, ISBN 9789632740614
- Legendárium; Holnap, Bp., 2004
- Laura – a rendszerváltó elit tündöklése és bukása (musical, Jurás Jenő társszerzővel, a zeneszerző Horváth Károly, 2005)
- Az arany ára. Hét dráma; Napkút, Bp., 2007, ISBN 9789638478641
- Jézus újságot olvas. Válogatott novellák; Kossuth, Bp., 2009 (Korunk klasszikusai), ISBN 9789630960038, ISBN 9789630975810, ISBN 9789630964593
- Vadnai Bébi. Regény; Magvető, Bp., 2013, ISBN 9789631431223, ISBN 9789631431407
- Versek; Magvető, Bp., 2016, ISBN 9789631428971)
- Antoine és Désiré. Fényképregény az 1970-es évekből; szöveg Bereményi Géza, Vető János, fotó Vető János; Corvina, Bp., 2017, ISBN 9789631364705
- Shakespeare királynője. Történelmi színjáték; Cédrus Művészeti Alapítvány, Bp., 2018 (Káva téka)
- Vadnai Bébi. Regény; jav. utánny.; Magvető, Bp., 2020
- Levédia. Irodalmi forgatókönyv; MMA, Bp., 2020 (Láthatatlan filmtörténet)
- Magyar Copperfield; Magvető, Bp., 2020, ISBN 9789631434378
- Azóta is élek. Összegyűjtött novellák; Magvető, Bp., 2021

## Dalszövegei, műsorai
- 1970 óta Cseh Tamás számára írt dalszövegei, műsorai 1992-ben Dalok címmel könyv alakban is megjelentek. A Kelet–Nyugati pályaudvar (ISBN 9637977287) Cseh Tamás Frontátvonulás, Jóslat és Nyugati pályaudvar című műsorainak könyvkiadása 1993-ban készült el. A Telihold dalai műsor verseit 1997-ben jelentette meg (ISBN 9639069167). Mintegy 1300 közös dalt írtak.
- 1985 – Udvaros Dorottya Átutazó lemezének szövegírója
- 1987 – Básti Juli – Cserhalmi György Hallgass kicsit lemezének szövegírója
- 2004 – Für Anikó Alattam fák kislemezének dalszövegeit írta
- 2005 – Gerendás Péter Apák könyve lemezén a Váratlan lány dal szövegét írta
- 2005. július 14. – Balás Eszter, Munkácsy-díjas képzőművész életmű-kiállítására az Ernst Múzeumban Cseh Tamás adta elő Bereményi Géza ez alkalomra írt dalát.
- 2006 – Für Anikó Nőstény álom című lemezének dalszövegírója.
- 2008 – Férfi és Nő CD és koncert DVD, Udvaros Dorottya, Cserhalmi György, Básti Juli, Kulka János, Dés László
- 150 dalszöveg Cseh Tamás zenéjére; Napkút, Bp., 2008
- 2010 – A 30Y zenekar „Városember” című albumán a „Jó Január herceg” című dal dalszövegírója.

Néhány dalszövege:
- Lee van Cleef (Cseh Tamásnak)
- Légy ma gyerek / Tangó (Cseh Tamásnak)
- Dal a ravaszdi Shakespeare Williamről (Cseh Tamásnak)
- Micsoda útjaim (Cseh Tamásnak)
- Nagy utazás (Dés Lászlóval Presser Gábornak)
- Stollár Miki a vizicsoda (Hernádi Juditnak)
- Tíz kicsi bűnjel (Dés Lászlóval, Cserhalmi-Bástinak)
- Átutazó (Dés Lászlóval Udvaros Dorottyának)
- Hóesés (Dés Lászlóval Udvaros Dorottyának)

## Filmjei
(saját forgatókönyveiből)
- 1985 A tanítványok
- 1989 Eldorádó

elemzés
- 1993 A turné
- 2002 A Hídember

a hivatalos oldal, interjú az ÉS-ben Archiválva 2005. december 24-i dátummal a Wayback Machine-ben, kritika
- 2004 Hóesés a Vízivárosban
- 2006 Régimódi történet (Szabó Magda regényéből)
- 2008 Irodalom

(tévéjáték saját novellájából)
- 2010 Apacsok

## Forgatókönyvei

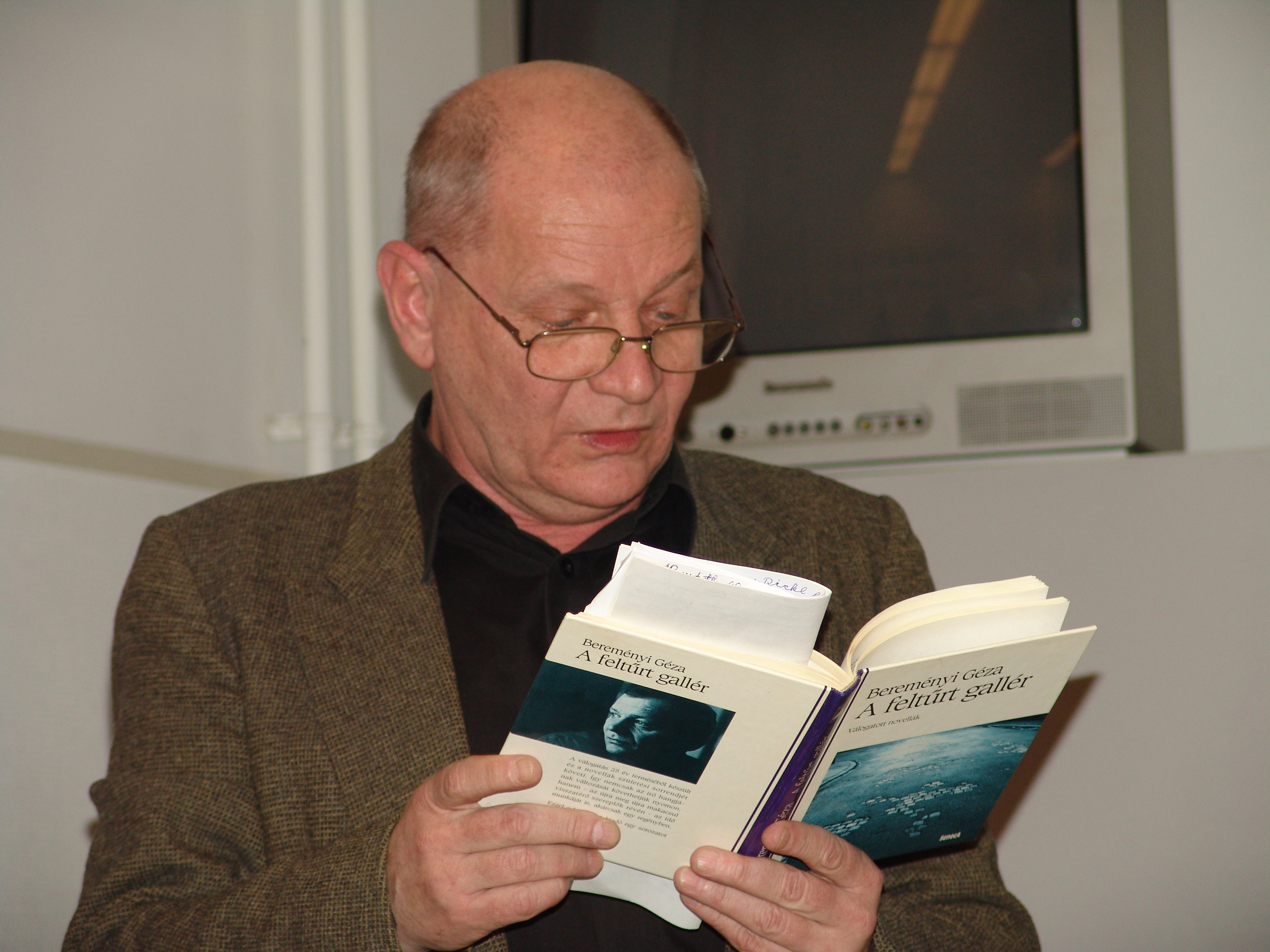
Bereményi Géza 2006. február 17-én felolvas a Költőnk és kora irodalmi klubban

- 1972 Romantika (r. Kézdi-Kovács Zsolt)
- 1977 Veri az ördög a feleségét (r. András Ferenc)
- 1978 Tíz év múlva (r. Lányi András)
- 1979 Utolsó előtti ítélet (r. Grunwalsky Ferenc)
- 1979 A kedves szomszéd (r. Kézdi-Kovács Zsolt)
- 1981 Megáll az idő (r. Gothár Péter)
- 1985 A tanítványok (maga rendezte)
- 1986 A nagy generáció (r. András Ferenc)
- 1987 A szárnyas ügynök (r. Sőth Sándor)
- 1988 Eldorádó (maga rendezte)
- 1988 Malacka kisasszony (r. Mész András)
- 1988 Utak (Fehér György)
- 1989 Meteo (r. Mész András)
- 1990 Potyautasok (r. Sőth Sándor)
- 1991 Vörös vurstli (r. Molnár György)
- 1992 A nagy postarablás (r. Sőth Sándor)
- 1993 A turné (maga rendezte)
- 1997 Szabadság tér 56 (maga rendezte TV-film)
- 2001 A Hídember (maga rendezte) irodalmi forgatókönyv (Can Togay társszerző): ISBN 9638625902
- 2005 Tóth Tamás rendező Gulácsy Lajos ihlette filmje, a Na’Conxipán forgatókönyvét készíti
- 2006 Szabadság, szerelem (r. Goda Krisztina)
- 2023 Kojot négy lelke (r. Gauder Áron)
- 2023 Tündérkert – Kísértések kora (r. Madarász Isti)

## Dokumentumfilmek
- Bereményi kalapja (2022)

## Díjai, kitüntetései
- 1979 : KISZ-díj
- 1982 : a szakmai zsűri alkotói díja a Megáll az idő forgatókönyvéért
- 1984 : József Attila-díj
- 1986 : SZOT-díj
- 1989 : Balázs Béla-díj
- 1989 : Felix-díj – legjobb rendező; Magyar Filmkritikusok Díja (Eldoradó)
- 1990 : Magyar Filmszemle fődíja (Eldoradó)
- 1992 : Magyar Művészetért díj
- 1993 : Déri János-díj
- 1997 : Huszka Jenő-díj (Az év könnyűzenei szövegírója)
- 1998 : Zala Megyei Alkotói-díj
- 1998 : Komárom-Esztergom megye millenniumi drámapályázatán I. díj az Arany ára című „piaci játékáért”
- 1998 : Pro Urbe Budapest díj (Cseh Tamással közösen: „Budapest művészeti életében egyedi eszközökkel vállalt küldetésük elismeréseként”)
- 2001 : Kossuth-díj
- 2003 : Szép Ernő-jutalom, drámaírói munkásságáért
- 2011 : Prima díj
- 2013 : Hegyvidék díszpolgára
- 2013 : Józsefváros díszpolgára[9]
- 2014 : A Magyar Érdemrend középkeresztje
- 2014 : Artisjus Életműdíj[10]
- 2016 : Petőfi Zenei Díj – Életműdíj
- 2017 : Budapest díszpolgára[11]
- 2017 : Hévíz Irodalmi Díj[12]
- 2020 : Kölcsey-emlékplakett
- 2020 : A Nemzet Művésze[13]
- 2021 : Libri irodalmi díj[14]
- 2021 : A Magyar Filmakadémia életműdíja[15]
- 2021 : Páholy irodalmi nagydíj[16]
- 2021 : 20. Győri Könyvszalon alkotói díja[17]
- 2022: Artisjus irodalmi nagydíj[18]
- 2024: Szabó Magda-díj[19]